# Литвинець Енгеліса Микитівна
Енгеліса Микитівна Литвине́ць (нар. 24 березня 1927, Бердичів — пом. 15 лютого 2003, Київ) — український мистецтвознавець, майстриня художньої вишивки та бісероплетіння.

## Біографія
Народилася 24 березня 1927 року в місті Бердичеві (тепер Житомирська область, Україна). 1950 року закінчила Київський гідромеліоративний інститут. Після закінчення навчання працювала і Києві молодшим науковим співробітником у Облуправлінні сільського господарства та інстититуті «Укрсільелектропроект»; з 1957 року — інженером Головводгоспу при Раді Міністрів УРСР та Головводбуду. У 1964–1982 роках — старший науковий співробітник Науково-дослідного інституту будівельного виробництва, Науково-дослідного інституту автоматизованих систем у будівництві, інституту «Укргіпроводгоспу». Потім на творчій роботі.
Померла в Києві 15 лютого 2003 року.

## Творчість
Бісероплетіння і художня вишивка були захопленням майстрині. Вона створювала вишивки хрестиком, набируванням, занизуванням і мережкою, нанизувала з бісеру ґердани («Моя Україна», «Лілея», «Веселка»), гарнітури («Київська Русь», «Прикарпаття», «Київщина»; усі виготовлені у 1970-тих роках), комірці, крученики, ланцюжки, сережки, силянки за мотивами Поділля, Галичини, Буковини, Гуцульщини, Київщини.
Авторка понад десяти навчальних посібників із бісероплетіння та вишивки. Серед них:
- «Учитесь рукоделию» (1980; Київ);
- «Шийте-вишивайте» (1983; Київ);
- «Нанизування» (1984; Київ);
- «Изготовление украшений из бисера и стекляруса» (1984; Москва) (рос.);
- «Чарівні візерунки» (1985; Київ);
- «Бусинка за бусинкой» (1987; Москва) (рос.);
- «І дивний бачиться узор» (1988; Київ);
- «Голки, нитки, намистинки» (1989; Київ);
- «Дитячі руки не знають скуки» (1990; Київ);
- «Низание и ручное вышивание» (1991; Мінськ) (рос.);
- «Комірці на будь-який смак» (1995; Київ).

Також авторка:
- комплекту листівок «Прикраси з бісеру» (1988; Київ);
- альбому «Українське народне мистецтво. Ручне вишивання і нанизування» (2004; Київ);
- низки статей в Енциклопедії сучасної України.

Брала участь у всеукраїнських, всесоюзних, закордонних мистецьких виставках з 1965 року. Персональні відбулися у 1970-х роках у Ленінграді, Києві, Кам'янці-Подільському, Каневі, Вінниці, Полтаві, Луцьку, Переяславі-Хмельницькому, Яготині. Нагороджена срібними медалями Виставки досягнень народного господарства СРСР.